# Bob Dylan
Bob Dylan (rojen kot Robert Allen Zimmerman), ameriški glasbenik, nobelovec, * 24. maj 1941, Duluth, Minnesota, Združene države Amerike.
Dylan je močno zaznamoval glasbo zadnjih pet desetletij. Nekatere njegove najboljše pesmi, predvsem iz šestdesetih let dvajsetega stoletja, kot npr. »Blowin' In The Wind«, »Like A Rolling Stone« in »The Times They Are a-Changin«, so postale večne himne tako borcev za človekove pravice kot tudi nasprotnikov vojne v Vietnamu. Že od začetka njegovega ustvarjanja so bile njegove pesmi močno obarvane s političnimi, socialnimi in filozofskimi vprašanji in dilemami, drugačne od takratnih smernic popa in rocka, s katerimi pa je pridobil pozornost kontrakulture. Dylan je raziskoval več tradicij in stilov ameriške glasbe, od ljudske glasbe in bluesa, do countryja in gospla, rock 'n' rolla ter njihovo uporabo v angleški, irski in škotski ljudski glasbi, pa tudi jazza in swinga. Dylan nastopa s kitaro, klavirjem in orglicami. Skupaj z mnogimi različnimi glasbeniki in osebjem hodi na turneje že od poznih osemdesetih let. Čeprav so njegovi dosežki na vseh področjih ogromni, sta njegovo pisanje in ustvarjanje pesmi njegov največji prispevek glasbi.
Po prometni nesreči z motornim kolesom je Bob Dylan kar precej časa okreval. Po nesreči se je malce umaknil iz javnosti in začel živeti neko novo, drugačno življenje. Takrat je imel tudi namen končati svojo glasbeno kariero, saj je po njegovem mnenju dosegel že vse, kar je želel. Tudi pesmi, ki jih je pisal od takrat dalje so postale drugačne, v smislu pomena. Niso bile več tako protestne, ampak je začel pisati tudi o ljubezni in življenju nasploh.
Je pa Bob Dylan, kot tudi sam sebi pravi, pesnik med glasbeniki. Če raziskujemo njegovo glasbo namreč opazimo, da so njegove pesmi precej dolge in v sebi nosijo sporočilo. V začetniških oziroma mladostnih letih je bil Bob Dylan sposoben pisati tudi po več pesmi naenkrat. Ko ni imel več navdiha za neko pesem, je nadaljeval naslednjo in se ob priložnosti spet vrnil na prejšnjo. Na tak način je lahko pisal kar precej pesmi naenkrat. Navdih za pisanje pesmi je velikokrat črpal tudi iz knjig, saj je zelo veliko bral. Zanimive so tudi izvedbe njegovih pesmi na odru, saj velikokrat za isto pesem uporabi druge melodije in ritme in s tem poživi skladbo.
Skozi svojo kariero je Dylan dobil mnogo nagrad za svoje ustvarjanje, od grammyjev pa do zlatih globusov in oskarjev. Povabili so ga tudi v Hram slavnih rokenrola, Nashville Songwriters Hall of Fame in Songwriters Hall of Fame. Leta 2008 je prejel Pulitzerjevo nagrado za »njegov globok vpliv na popularno gladbo in Ameriško kulturo, zaznamovan z izpovedno kompozicijo neverjetne pesniške moči« ter leta 2016 še Nobelovo nagrado za književnost.
Trenutno je Bob Dylan na »Neskončni turneji« (angleško Never Ending Tour), ki traja že od leta 1988. Dylan ima na leto okoli 100 koncertov, največ v ZDA in pa tudi po Evropi. Ob koncu leta 2011 je imel skupno evropsko turnejo z Markom Knopflerjem, škotskim kitaristom in nekdanjim vodjem skupine Dire Straits. Šlo je za 33 nastopov v mesecu oktobru in novembru, v glavnem v Srednji Evropi.